# Isola di Oak
L'isola di Oak (Oak Island), è un'isola della contea di Lunenberg nel sud della regione della Nuova Scozia in Canada.

## Geografia
Quest'isola ha le dimensioni di 140 acri (57 ettari) e si eleva per un massimo di 11 m sopra il livello del mare. Essa è una delle 360 isole della baia di Mahone.
L'isola è di proprietà privata e richiede un permesso per essere visitata.

## Storia
L'isola di Oak è famosa per la fossa molto profonda che fu trovata sull'isola e che ha dato luogo a una lunga e infruttuosa caccia al tesoro.

### La leggenda del Money Pit
Si ritiene che il fosso sia un condotto a delle caverne sotterranee e che esso contenga un tesoro, per alcuni quello dei templari o una misteriosa tomba oppure uno scrigno di piombo contenente l'Arca dell'Alleanza. Il fosso sembra caratterizzato da piani, disposti ogni tre metri, costituiti da tronchi e pietre.
La storia del pozzo affonda le radici in racconti che riconducono al 1795 i primi tentativi di scavo, quando il giovane Daniel McGinnis (1777-1862), mentre passeggiava, viene incuriosito da una depressione del terreno situata vicino a una vecchia quercia, tra i rami della quale spiccava un paranco, una sorta di carrucola usata anche sulle navi.
Il giorno dopo Daniel, in compagnia di due amici al corrente di antiche leggende locali su pirati e tesori nascosti, cominciarono gli scavi. Ma ben presto si resero conto che quella depressione nascondeva un pozzo assai particolare. Andando in profondità, ogni tre metri trovavano una piattaforma di tavole in legno di quercia ma, arrivati al terzo strato, furono costretti ad abbandonare l'impresa, troppo ardua per loro. Nacque così la leggenda di Oak Island. Quel pozzo prese il nome di Money Pit, il pozzo del denaro.
Nel 1802, una compagnia privata, la Onslow Company, dando credito alle storie, riprese gli scavi. Furono trovati alcuni strati di carbone e argilla ma, soprattutto, fibre di cocco, che sicuramente non erano del luogo, perché in Canada la palma da cocco non cresce.
A 30 metri di profondità il morale degli uomini andò alle stelle. Si trovarono di fronte a un'enorme lastra di pietra che recava incisioni indecifrabili. Era ormai notte quando, sondando il terreno sottostante con un piede, sentirono qualcosa di resistente. Si dice che fosse lo scrigno di un possibile tesoro, o un'altra lastra.
I lavoratori, esausti, decisero di rimandare la scoperta al giorno dopo, ma li aspettava una brutta sorpresa. Nel corso della notte l'acqua dell'Atlantico aveva completamente allagato il pozzo, e i tentativi di svuotarlo furono vani: il livello dell'acqua rimaneva costante. Era come se, per svuotare il pozzo, bisognasse svuotare l'intero oceano. Si dice infatti che ci sia un condotto di tubi che parte sotto la baia di Smith; quando la marea sale il condotto porta l'acqua nel Money Pit. Nel corso degli anni sono stati fatti circa un altro centinaio di tentativi, l'ultimo dei quali, datato 1966, fu un ennesimo insuccesso.

### Ipotesi
Sono state avanzate varie ipotesi sul presunto tesoro che il Pozzo del Tesoro di Oak Island custodirebbe gelosamente. C'è chi pensa che si tratti del tesoro della corona inglese, o del tesoro dei Cavalieri Templari tra cui il Sacro Graal e l'Arca dell'alleanza.
La tesi tuttavia più accreditata e plausibile è che il pozzo sia di origine naturale (così come altri pozzi tipici della zona) e che la stessa storia di Daniel McGinnis sia una leggenda.

## Riferimenti nella cultura di massa
- Nel videogioco Assassin's Creed III viene citato il pozzo e Oak Island. All'interno del pozzo vi è posto un potente manufatto risalente alla Prima Civilizzazione. Il manufatto era uno scudo energetico portatile (a forma di anello) che era stato nascosto dal Capitano Kidd.[5]
- Il pozzo viene mostrato, e descritto insieme all'isola e a tutta la storia a essi correlata nel quarto episodio della decima serie Enigmi alieni.
- La ricerca del tesoro è stata raccontata nel programma "Oak Island e il tesoro maledetto", andato in onda su History Channel e Alpha59.